# Llista de monuments de Palafrugell
Llista de monuments de Palafrugell inclosos en l'Inventari del Patrimoni Arquitectònic de Catalunya per al municipi de Palafrugell (Baix Empordà). Inclou els inscrits en el Registre de Béns Culturals d'Interès Nacional (BCIN) amb la classificació de monuments històrics, els béns culturals d'interès local (BCIL) de caràcter immoble i la resta de béns arquitectònics integrants del patrimoni cultural català.
| Monument                                                                                       | Protecció       | Estil/època                                                       | Localització                                                                                            | Coordenades                                          | Codi?         | Imatge |
| ---------------------------------------------------------------------------------------------- | --------------- | ----------------------------------------------------------------- | --- | ---------------------------------------------------- | ------------- | --- |
| Restes de la muralla medieval                                                                  | BCIN 1160-MH    | XV-XVI                                                            | Palafrugell Pl. Nova                                                                                    | 41° 55′ 01″ N, 3° 09′ 53″ E / 41.916817°N,3.16462°E  | RI-51-0005975 | Restes de la muralla medieval (Palafrugell) · Vegeu més fotos d'aquest monument · Carregueu una nova foto d'aquest monument                  |
| Torre de Can Boera                                                                             | BCIN 1161-MH    | XVI-XVII                                                          | Palafrugell C. de la Font, 43-45 - c. d'Anselm Clavé, 12-16                                             | 41° 54′ 56″ N, 3° 09′ 38″ E / 41.915613°N,3.160581°E | RI-51-0005976 | Torre de Can Boera (Palafrugell) · Vegeu més fotos d'aquest monument · Carregueu una nova foto d'aquest monument                             |
| Torre del Mas Fina                                                                             | BCIN 1162-MH    | Obra popular XVI-XVII                                             | Palafrugell Ermedàs                                                                                     | 41° 53′ 40″ N, 3° 09′ 48″ E / 41.894309°N,3.163309°E | RI-51-0005979 | Torre del Mas Fina (Palafrugell) · Vegeu més fotos d'aquest monument · Carregueu una nova foto d'aquest monument                             |
| Can Borrull, dit Torre dels Moros                                                              | BCIN 1163-MH    | XVI-XVII                                                          | Palafrugell Santa Margarida                                                                             | 41° 54′ 27″ N, 3° 10′ 20″ E / 41.907391°N,3.172186°E | RI-51-0005980 | Can Borrull (Palafrugell) · Vegeu més fotos d'aquest monument · Carregueu una nova foto d'aquest monument                                    |
| Torre Roja                                                                                     | BCIN 1164-MH    | Obra popular XVI-XVII                                             | Palafrugell Els Lladrès, Ermedàs                                                                        | 41° 54′ 16″ N, 3° 09′ 50″ E / 41.904431°N,3.163806°E | RI-51-0005981 | Torre Roja (Palafrugell) · Vegeu més fotos d'aquest monument · Carregueu una nova foto d'aquest monument                                     |
| Torre dels Moros                                                                               | BCIN 1165-MH    | XVII-XVIII                                                        | Palafrugell Puig de les Torretes                                                                        | 41° 55′ 17″ N, 3° 09′ 32″ E / 41.921442°N,3.158848°E | RI-51-0005977 | Torre dels Moros (Palafrugell) · Vegeu més fotos d'aquest monument · Carregueu una nova foto d'aquest monument                               |
| Torre de Vila-seca                                                                             | BCIN 1166-MH    | XVI-XVII                                                          | Palafrugell C. de Vila-seca, 21                                                                         | 41° 55′ 02″ N, 3° 10′ 27″ E / 41.917357°N,3.174071°E | RI-51-0005984 | Torre Vila-seca (Palafrugell) · Vegeu més fotos d'aquest monument · Carregueu una nova foto d'aquest monument                                |
| Torre de Sant Sebastià                                                                         | BCIN 1167-MH-EN | XVI-XVII                                                          | Palafrugell Santuari de Sant Sebastià de la Guarda                                                      | 41° 53′ 50″ N, 3° 12′ 10″ E / 41.897118°N,3.202877°E | RI-51-0005978 | Torre de Sant Sebastià (Palafrugell) · Vegeu més fotos d'aquest monument · Carregueu una nova foto d'aquest monument                         |
| Torre de Calella                                                                               | BCIN 1168-MH    | XVI-XVII                                                          | Palafrugell Pg. de la Torre, 30, Calella                                                                | 41° 53′ 20″ N, 3° 11′ 25″ E / 41.889019°N,3.190269°E | RI-51-0005982 | Torre de Calella (Palafrugell) · Vegeu més fotos d'aquest monument · Carregueu una nova foto d'aquest monument                               |
| Castell de Cap Roig                                                                            | BCIN 1169-MH    | Historicisme XX                                                   | Palafrugell Cap Roig                                                                                    | 41° 52′ 38″ N, 3° 10′ 39″ E / 41.877291°N,3.177468°E | RI-51-0005983 | Castell de Cap Roig (Palafrugell) · Vegeu més fotos d'aquest monument · Carregueu una nova foto d'aquest monument                            |
| Torre de Can Mario                                                                             | BCIN 1903-MH-EN | Arquitectura del ferro General Guitart i Lostaló XX (1904)        | Palafrugell Pl. de Can Mario                                                                            | 41° 55′ 07″ N, 3° 09′ 58″ E / 41.918522°N,3.165976°E | RI-51-0010489 | Torre de Can Mario (Palafrugell) · Vegeu més fotos d'aquest monument · Carregueu una nova foto d'aquest monument                             |
| Port Bo                                                                                        | BCIN 1928-CH-EN | Obra popular XVIII                                                | Palafrugell                                                                                             | 41° 53′ 18″ N, 3° 11′ 07″ E / 41.88837°N,3.18525°E   | RI-53-0000479 | Port Bo (Calella de Palafrugell) · Vegeu més fotos d'aquest monument · Carregueu una nova foto d'aquest monument                             |
| Església parroquial de Sant Martí                                                              | BCIL 2008       | Gòtic tardà, barroc XVI, XVIII                                    | Palafrugell Pl. de l'Església, 7                                                                        | 41° 55′ 02″ N, 3° 09′ 50″ E / 41.917283°N,3.163940°E | IPA-4108      | Església parroquial de Sant Martí (Palafrugell) · Vegeu més fotos d'aquest monument · Carregueu una nova foto d'aquest monument              |
| Casa de la Vila, antic Casal Bech de Careda                                                    | BCIL 2008       | Noucentisme XX (1925)                                             | Palafrugell Av. Josep Pla, 11 - c. Cervantes, 8-12                                                      | 41° 54′ 54″ N, 3° 09′ 50″ E / 41.914906°N,3.164020°E | IPA-4144      | Casa de la Vila (Palafrugell) · Vegeu més fotos d'aquest monument · Carregueu una nova foto d'aquest monument                                |
| Centre Fraternal                                                                               | BCIL 2008       | Neoclassicisme XIX Final                                          | Palafrugell Pl. Nova, 4                                                                                 | 41° 54′ 59″ N, 3° 09′ 53″ E / 41.916500°N,3.164849°E | IPA-4145      | Centre Fraternal (Palafrugell) · Vegeu més fotos d'aquest monument · Carregueu una nova foto d'aquest monument                               |
| Cercle Mercantil o Cercle dels Senyors                                                         | BCIL 2008       | Neoclassicisme XIX Final                                          | Palafrugell Pl. Nova, 5                                                                                 | 41° 54′ 59″ N, 3° 09′ 53″ E / 41.916368°N,3.164847°E | IPA-4146      | Cercle Mercantil (Palafrugell) · Vegeu més fotos d'aquest monument · Carregueu una nova foto d'aquest monument                               |
| Can Mario, abans Fàbrica Armstrong Cork España, Manufactures del Suro o Miquel, Vincke i Meyer | BCIL 2008       | Eclecticisme, modernisme General Guitart i Lostaló XX (1904)      | Palafrugell C. Pi i Margall, 26-28                                                                      | 41° 55′ 06″ N, 3° 09′ 56″ E / 41.918463°N,3.165586°E | IPA-4147      | Can Mario (Palafrugell) · Vegeu més fotos d'aquest monument · Carregueu una nova foto d'aquest monument                                      |
| Hospital Municipal                                                                             | BCIL 2008       | Barroc, obra popular XVIII                                        | Palafrugell C. de la Font, 1 - c. Serra i Avellí                                                        | 41° 54′ 57″ N, 3° 09′ 48″ E / 41.915854°N,3.163296°E | IPA-4149      | Hospital Municipal (Palafrugell) · Vegeu més fotos d'aquest monument · Carregueu una nova foto d'aquest monument                             |
| Església dels Dolors                                                                           |                 | Barroc XVIII Mitjan                                               | Palafrugell C. de la Font, 3                                                                            | 41° 54′ 57″ N, 3° 09′ 47″ E / 41.915785°N,3.163018°E | IPA-4150      | Església dels Dolors (Palafrugell) · Vegeu més fotos d'aquest monument · Carregueu una nova foto d'aquest monument                           |
| Ermita de Sant Sebastià                                                                        |                 | Barroc XVIII                                                      | Palafrugell Santuari de Sant Sebastià de la Guarda                                                      | 41° 53′ 50″ N, 3° 12′ 09″ E / 41.897181°N,3.202547°E | IPA-4151      | Ermita de Sant Sebastià (Palafrugell) · Vegeu més fotos d'aquest monument · Carregueu una nova foto d'aquest monument                        |
| Magatzems Casa Granés o Can Granés                                                             | BCIL 2008       | Eclecticisme, modernisme General Guitart i Lostaló XIX (1895)     | Palafrugell C. Raval Inferior, 12                                                                       | 41° 54′ 58″ N, 3° 09′ 48″ E / 41.915987°N,3.163429°E | IPA-4152      | Magatzems Casa Granés (Palafrugell) · Vegeu més fotos d'aquest monument · Carregueu una nova foto d'aquest monument                          |
| Mercat cobert                                                                                  | BCIL 2008       | Eclecticisme XIX Final                                            | Palafrugell C. Pi i Margall, 17-19                                                                      | 41° 55′ 02″ N, 3° 09′ 53″ E / 41.917317°N,3.164755°E | IPA-4153      | Mercat cobert (Palafrugell) · Vegeu més fotos d'aquest monument · Carregueu una nova foto d'aquest monument                                  |
| Casa Abril o el Portió                                                                         |                 | Monumentalisme academicista XX Mitjan                             | Palafrugell C. de la Perica, 71 Tamariu                                                                 | 41° 55′ 00″ N, 3° 12′ 24″ E / 41.916802°N,3.206577°E | IPA-4154      | Casa Abril (Palafrugell) · Vegeu més fotos d'aquest monument · Carregueu una nova foto d'aquest monument                                     |
| Casa Miquel, Vincke i Meyer                                                                    | BCIL 2008       | Eclecticisme Josep Goday i Casals XX (1910-1920)                  | Palafrugell C. de la Garriga, 22 - c. de Miquel, Vinke i Meyer                                          | 41° 55′ 05″ N, 3° 09′ 59″ E / 41.918174°N,3.166417°E | IPA-4155      | Casa Miquel, Vincke i Meyer (Palafrugell) · Vegeu més fotos d'aquest monument · Carregueu una nova foto d'aquest monument                    |
| Escorxador municipal                                                                           | BCIL 2008       | Modernisme, eclecticisme Isidre Bosch i Bataller XX (1907)        | Palafrugell C. del Cementiri, 37-45                                                                     | 41° 55′ 08″ N, 3° 09′ 08″ E / 41.918769°N,3.152279°E | IPA-4156      | Escorxador municipal (Palafrugell) · Vegeu més fotos d'aquest monument · Carregueu una nova foto d'aquest monument                           |
| Cooperativa l'Econòmica Palafrugellenca, actual biblioteca                                     | BCIL 2008       | Noucentisme Rafael Masó i Valentí XX (1926)                       | Palafrugell C. Botines, 5-11 - c. Sant Martí, 18                                                        | 41° 54′ 57″ N, 3° 09′ 52″ E / 41.915758°N,3.164394°E | IPA-4157      | Cooperativa l'Econòmica Palafrugellenca (Palafrugell) · Vegeu més fotos d'aquest monument · Carregueu una nova foto d'aquest monument        |
| Antic Museu del Suro de Palafrugell                                                            | BCIL 2008       | Racionalisme Emili Blanch i Roig XX (1934)                        | Palafrugell C. de la Tarongeta, 27-31 - c. Garriga                                                      | 41° 55′ 03″ N, 3° 09′ 58″ E / 41.917368°N,3.166195°E | IPA-4158      | Antic Museu del Suro de Palafrugell · Vegeu més fotos d'aquest monument · Carregueu una nova foto d'aquest monument                          |
| Església de Sant Ramon                                                                         | BCIL 2008       | Obra popular XVI                                                  | Palafrugell Camí d'Ermedàs                                                                              | 41° 53′ 40″ N, 3° 09′ 49″ E / 41.894449°N,3.163624°E | IPA-4159      | Església de Sant Ramon (Palafrugell) · Vegeu més fotos d'aquest monument · Carregueu una nova foto d'aquest monument                         |
| Església parroquial de Sant Fruitós                                                            | BCIL 2008       | Barroc, neoclassicisme XVIII                                      | Palafrugell Pl. de l'Església, 4, Llofriu                                                               | 41° 55′ 50″ N, 3° 07′ 55″ E / 41.930453°N,3.132033°E | IPA-4160      | Església parroquial de Sant Fruitós (Palafrugell) · Vegeu més fotos d'aquest monument · Carregueu una nova foto d'aquest monument            |
| Casa Ponland o Can Frigolet, antiga Casa Pou o Pouplana                                        | BCIL 2008       | Barroc XVIII                                                      | Palafrugell C. Caritat, 62-64                                                                           | 41° 54′ 59″ N, 3° 09′ 45″ E / 41.916490°N,3.162432°E | IPA-4161      | Casa Ponland (Palafrugell) · Vegeu més fotos d'aquest monument · Carregueu una nova foto d'aquest monument                                   |
| Mas Pla                                                                                        | BCIL 2008       |                                                                   | Palafrugell Llofriu, prop de la ctra. de Palamós a la Bisbal                                            | 41° 55′ 39″ N, 3° 08′ 42″ E / 41.927390°N,3.144901°E | IPA-4162      | Mas Pla (Palafrugell) · Vegeu més fotos d'aquest monument · Carregueu una nova foto d'aquest monument                                        |
| Conjunt les Voltes                                                                             |                 | Obra popular XIX                                                  | Palafrugell Pl. de Port Bo, Calella                                                                     | 41° 53′ 19″ N, 3° 11′ 05″ E / 41.888487°N,3.184798°E | IPA-4189      | Conjunt les Voltes (Palafrugell) · Vegeu més fotos d'aquest monument · Carregueu una nova foto d'aquest monument                             |
| Edifici d'habitatges al carrer Cavallers, 54, o Banc Natwest March                             |                 | Neoclassicisme-Romàntic XIX Mitjan                                | Palafrugell C. Cavallers, 54                                                                            | 41° 54′ 59″ N, 3° 09′ 51″ E / 41.916511°N,3.164038°E | IPA-4190      | Edifici d'habitatges al carrer Cavallers, 54 (Palafrugell) · Vegeu més fotos d'aquest monument · Carregueu una nova foto d'aquest monument   |
| Far de Sant Sebastià                                                                           | BCIL 2008       | Eclecticisme Josep M. Faquinetto XIX (1857)                       | Palafrugell Muntanya de Sant Sebastià, al final pg. Pau Casals                                          | 41° 53′ 46″ N, 3° 12′ 09″ E / 41.896077°N,3.202442°E | IPA-4191      | Far de Sant Sebastià (Palafrugell) · Vegeu més fotos d'aquest monument · Carregueu una nova foto d'aquest monument                           |
| Col·legi de Santa Teresa                                                                       | BCIL 2008       | Neoclassicisme-romàntic XIX Mitjan                                | Palafrugell C. Caritat, 50                                                                              | 41° 55′ 01″ N, 3° 09′ 44″ E / 41.916916°N,3.162337°E | IPA-4192      | Col·legi de Santa Teresa (Palafrugell) · Vegeu més fotos d'aquest monument · Carregueu una nova foto d'aquest monument                       |
| Can Plaja                                                                                      | BCIL 2008       | Eclecticisme XIX Final                                            | Palafrugell C. de Sant Sebastià, 34                                                                     | 41° 55′ 00″ N, 3° 09′ 59″ E / 41.916614°N,3.166314°E | IPA-4193      | Can Plaja (Palafrugell) · Vegeu més fotos d'aquest monument · Carregueu una nova foto d'aquest monument                                      |
| Església de Santa Rosa de Lima Santa Rosa de Lima (Llafranc)                                   | BCIL 2008       | Historicisme XIX (1897)                                           | Palafrugell C. de Santa Rosa, 13-15, Llafranc                                                           | 41° 53′ 40″ N, 3° 11′ 40″ E / 41.894554°N,3.194335°E | IPA-4194      | Església de Santa Rosa de Lima (Palafrugell) · Vegeu més fotos d'aquest monument · Carregueu una nova foto d'aquest monument                 |
| Església de Sant Pere                                                                          | BCIL 2008       | Historicisme XIX (1884)                                           | Palafrugell Pl. de l'Església, Calella de Palafrugell                                                   | 41° 53′ 22″ N, 3° 11′ 08″ E / 41.889553°N,3.185688°E | IPA-4195      | Església de Sant Pere (Palafrugell) · Vegeu més fotos d'aquest monument · Carregueu una nova foto d'aquest monument                          |
| Cases Esteva                                                                                   | BCIL 2008       | Historicisme, modernisme XX Inici                                 | Palafrugell C. de Pi i Margall, 41-43 i 45-47                                                           | 41° 55′ 07″ N, 3° 09′ 53″ E / 41.918496°N,3.16472°E  | IPA-4196      | Cases Esteva (Palafrugell) · Vegeu més fotos d'aquest monument · Carregueu una nova foto d'aquest monument                                   |
| Casa Puig o Forn de Sant Jaume                                                                 | BCIL 2008       | Eclecticisme XIX                                                  | Palafrugell C. dels Valls, 11 - c. de la Mare de Déu, 1                                                 | 41° 55′ 04″ N, 3° 09′ 50″ E / 41.917791°N,3.164024°E | IPA-4197      | Casa Puig (Palafrugell) · Vegeu més fotos d'aquest monument · Carregueu una nova foto d'aquest monument                                      |
| Cal Ganxó                                                                                      | BCIL 2008       | Eclecticisme XX Inici                                             | Palafrugell C. Pi i Margall, 40 - c. Begur, 10                                                          | 41° 55′ 07″ N, 3° 09′ 53″ E / 41.918620°N,3.164840°E | IPA-4198      | Cal Ganxó (Palafrugell) · Vegeu més fotos d'aquest monument · Carregueu una nova foto d'aquest monument                                      |
| Casa unifamiliar al carrer de Sant Ramon, 5                                                    | BCIL 2008       | Eclecticisme XX (1910)                                            | Palafrugell C. de Sant Ramon, 5                                                                         | 41° 54′ 52″ N, 3° 09′ 54″ E / 41.914491°N,3.165101°E | IPA-4199      | Casa unifamiliar al carrer de Sant Ramon, 5 (Palafrugell) · Vegeu més fotos d'aquest monument · Carregueu una nova foto d'aquest monument    |
| Can Plaja al carrer Sant Ramon                                                                 | BCIL 2008       | Neoclassicisme, modernisme XIX-XX                                 | Palafrugell C. de Sant Ramon, 7                                                                         | 41° 54′ 52″ N, 3° 09′ 54″ E / 41.914424°N,3.165088°E | IPA-4200      | Can Plaja al carrer Sant Ramon (Palafrugell) · Vegeu més fotos d'aquest monument · Carregueu una nova foto d'aquest monument                 |
| Casa Bofill                                                                                    | BCIL 2008       | Modernisme XX (1912)                                              | Palafrugell C. de Sant Sebastià, 15                                                                     | 41° 55′ 00″ N, 3° 09′ 57″ E / 41.916641°N,3.165720°E | IPA-4201      | Casa Bofill (Palafrugell) · Vegeu més fotos d'aquest monument · Carregueu una nova foto d'aquest monument                                    |
| Can Genover                                                                                    | BCIL 2008       | Noucentisme Josep Rodríguez Lloveras XX (1925)                    | Palafrugell C. Camí Fondo, 27-31 - c. de les Escoles, 1                                                 | 41° 54′ 51″ N, 3° 09′ 57″ E / 41.914256°N,3.165703°E | IPA-4202      | Can Genover (Palafrugell) · Vegeu més fotos d'aquest monument · Carregueu una nova foto d'aquest monument                                    |
| Casa al carrer Raval Inferior, 14                                                              |                 | Renaixement XVI                                                   | Palafrugell C. Raval Inferior, 14                                                                       | 41° 54′ 57″ N, 3° 09′ 46″ E / 41.915855°N,3.162800°E | IPA-4211      | Casa al carrer Raval Inferior, 14 (Palafrugell) · Vegeu més fotos d'aquest monument · Carregueu una nova foto d'aquest monument              |
| Passeig del Canadell                                                                           |                 | XIX                                                               | Palafrugell Pg. del Canadell, Calella                                                                   | 41° 53′ 20″ N, 3° 11′ 14″ E / 41.888777°N,3.187143°E | IPA-4212      | Passeig del Canadell (Palafrugell) · Vegeu més fotos d'aquest monument · Carregueu una nova foto d'aquest monument                           |
| Can Torroella                                                                                  | BCIL 2008       | Neoclassicisme XIX Mitjan                                         | Palafrugell C. de Sant Martí, 2                                                                         | 41° 54′ 59″ N, 3° 09′ 52″ E / 41.916300°N,3.164350°E | IPA-4213      | Can Torroella (Palafrugell) · Vegeu més fotos d'aquest monument · Carregueu una nova foto d'aquest monument                                  |
| Casa Casadevall                                                                                | BCIL 2008       | Neoclassicisme XIX                                                | Palafrugell C. de la Font, 31                                                                           | 41° 54′ 57″ N, 3° 09′ 41″ E / 41.915707°N,3.161263°E | IPA-4214      | Casa Casadevall (Palafrugell) · Vegeu més fotos d'aquest monument · Carregueu una nova foto d'aquest monument                                |
| Casa Serra                                                                                     | BCIL 2008       | Neoclassicisme XIX (1891)                                         | Palafrugell C. dels Valls, 6                                                                            | 41° 55′ 04″ N, 3° 09′ 52″ E / 41.917789°N,3.164530°E | IPA-4215      | Casa Serra (Palafrugell) · Vegeu més fotos d'aquest monument · Carregueu una nova foto d'aquest monument                                     |
| Casa Rosa                                                                                      | BCIL 2008       | Eclecticisme XIX                                                  | Palafrugell C. de Monturiol, 22, Llafranc                                                               | 41° 53′ 40″ N, 3° 11′ 34″ E / 41.894523°N,3.192893°E | IPA-4216      | Casa Rosa (Palafrugell) · Vegeu més fotos d'aquest monument · Carregueu una nova foto d'aquest monument                                      |
| Convent de les Germanes Carmelites o Col·legi Vedruna                                          | BCIL 2008       | Historicisme XIX (1882)                                           | Palafrugell C. de Sant Sebastià, 85 - c. Bruc                                                           | 41° 55′ 01″ N, 3° 10′ 11″ E / 41.916946°N,3.169589°E | IPA-4217      | Convent de les Germanes Carmelites (Palafrugell) · Vegeu més fotos d'aquest monument · Carregueu una nova foto d'aquest monument             |
| Antigues Escoles Públiques, o Marbres Palafrugell                                              | BCIL 2008       | Modernisme Isidre Bosch i Bataller XX Inici                       | Palafrugell C. de Torres Jonama, 112                                                                    | 41° 55′ 05″ N, 3° 09′ 29″ E / 41.918114°N,3.157972°E | IPA-4218      | Antigues Escoles Públiques (Palafrugell) · Vegeu més fotos d'aquest monument · Carregueu una nova foto d'aquest monument                     |
| Casal Popular                                                                                  | BCIL 2008       | Noucentisme XX (1916)                                             | Palafrugell C. de la Caritat, 66                                                                        | 41° 54′ 59″ N, 3° 09′ 45″ E / 41.916358°N,3.162368°E | IPA-4219      | Casal Popular (Palafrugell) · Vegeu més fotos d'aquest monument · Carregueu una nova foto d'aquest monument                                  |
| Casa Peya                                                                                      | BCIL 2008       | Noucentisme Pelayo Martínez Paricio XX (1935)                     | Palafrugell C. de Cavallers, 2                                                                          | 41° 55′ 04″ N, 3° 09′ 47″ E / 41.917766°N,3.163144°E | IPA-4220      | Casa Peya (Palafrugell) · Vegeu més fotos d'aquest monument · Carregueu una nova foto d'aquest monument                                      |
| Cases de les Escales de Garbí i plaça Marinada                                                 | BCIL 2008       | Noucentisme XX                                                    | Palafrugell Pl. Marinada, 2 - c. Escales de Garbí, 17 - c. Pere III, 2, Llafranc                        | 41° 53′ 33″ N, 3° 11′ 32″ E / 41.892621°N,3.192334°E | IPA-4221      | Cases de les Escales de Garbí i plaça Marinada (Palafrugell) · Vegeu més fotos d'aquest monument · Carregueu una nova foto d'aquest monument |
| Casa Bravo                                                                                     | BCIL 2008       | Obra popular XIX                                                  | Palafrugell Pl. del Promontori, 9-10, Llafranc                                                          | 41° 53′ 40″ N, 3° 11′ 45″ E / 41.894384°N,3.195904°E | IPA-4222      | Casa Bravo (Palafrugell) · Vegeu més fotos d'aquest monument · Carregueu una nova foto d'aquest monument                                     |
| Casa Sagrera                                                                                   | BCIL 2008       | Eclecticisme XIX Final                                            | Palafrugell pg. del Canadell, 17, Calella                                                               | 41° 53′ 20″ N, 3° 11′ 15″ E / 41.888935°N,3.187466°E | IPA-4223      | Casa Sagrera (Palafrugell) · Vegeu més fotos d'aquest monument · Carregueu una nova foto d'aquest monument                                   |
| Casa Bertran                                                                                   | BCIL 2008       | Monumentalisme academicista Raimon Duran i Reynals XX (1930-1940) | Palafrugell Pg. de la Torre, 5-7, Calella                                                               | 41° 53′ 22″ N, 3° 11′ 19″ E / 41.889475°N,3.188744°E | IPA-4224      | Casa Bertran (Palafrugell) · Vegeu més fotos d'aquest monument · Carregueu una nova foto d'aquest monument                                   |
| Casa Vila                                                                                      | BCIL 2008       | Monumentalisme academicista Raimon Duran i Reynals XX (1930-1940) | Palafrugell Pg. de la Torre, 24 Calella                                                                 | 41° 53′ 21″ N, 3° 11′ 21″ E / 41.889048°N,3.189304°E | IPA-4225      | Casa Vila (Palafrugell) · Vegeu més fotos d'aquest monument · Carregueu una nova foto d'aquest monument                                      |
| Mas Petit d'en Caixa                                                                           | BCIL 2008       | Obra popular, renaixement, barroc XVII                            | Palafrugell Ermedàs                                                                                     | 41° 53′ 47″ N, 3° 09′ 55″ E / 41.896525°N,3.165329°E | IPA-4226      | Mas Petit d'en Caixa (Palafrugell) · Vegeu més fotos d'aquest monument · Carregueu una nova foto d'aquest monument                           |
| Casa i jardí d'Eduard Rosa                                                                     | BCIL 2008       | Monumentalisme academicista Nicolau M. Rubió i Tudurí XX (1957)   | Palafrugell Av. d'Antoni J. Rovira, 12 - c. Lanzarote, Calella                                          | 41° 53′ 30″ N, 3° 10′ 52″ E / 41.891721°N,3.181218°E | IPA-4227      | Casa i jardí d'Eduard Rosa (Palafrugell) · Vegeu més fotos d'aquest monument · Carregueu una nova foto d'aquest monument                     |
| Fonda l'Estrella                                                                               | BCIL 2008       | Renaixement, obra popular XVII                                    | Palafrugell C. de la Caritat, 61-63 - c. de les Quatre Cases, 13-19                                     | 41° 54′ 59″ N, 3° 09′ 45″ E / 41.916407°N,3.162519°E | IPA-4228      | Fonda l'Estrella (Palafrugell) · Vegeu més fotos d'aquest monument · Carregueu una nova foto d'aquest monument                               |
| Can Janoher i Fàbrica Frigola, antiga casa i fàbrica Masdevall                                 | BCIL 2008       | Obra popular, renaixement XVI, XIX                                | Palafrugell C. del Pedró Gran, 1 - pl. del Parlament, 6-7                                               | 41° 55′ 09″ N, 3° 09′ 50″ E / 41.919282°N,3.163934°E | IPA-4229      | Can Janoher i Fàbrica Frigola (Palafrugell) · Vegeu més fotos d'aquest monument · Carregueu una nova foto d'aquest monument                  |
| Torre de Can Vilà o Can Fiego                                                                  | BCIL 2008       | Obra popular, renaixement XVII                                    | Palafrugell Autovia Palafrugell-Calella, av. de la Mar                                                  | 41° 54′ 29″ N, 3° 10′ 07″ E / 41.908139°N,3.168529°E | IPA-4230      | Torre de Can Vilà (Palafrugell) · Vegeu més fotos d'aquest monument · Carregueu una nova foto d'aquest monument                              |
| Torre de Santa Margarida, Mas Espanyol                                                         | BCIL 2008       | Obra popular, renaixement XVII                                    | Palafrugell Al costat de la masia de Santa Margarida                                                    | 41° 54′ 24″ N, 3° 10′ 19″ E / 41.906794°N,3.171995°E | IPA-4231      | Torre de Santa Margarida (Palafrugell) · Vegeu més fotos d'aquest monument · Carregueu una nova foto d'aquest monument                       |
| Torre del Mas Sureda                                                                           | BCIL 2008       | Obra popular, renaixement XVI                                     | Palafrugell Ermedàs                                                                                     | 41° 53′ 47″ N, 3° 10′ 03″ E / 41.89633°N,3.167544°E  | IPA-4232      | Torre del Mas Sureda (Palafrugell) · Vegeu més fotos d'aquest monument · Carregueu una nova foto d'aquest monument                           |
| Can Rosés, antiga Casa Roger                                                                   | BCIL 2008       | Renaixement, barroc XVII                                          | Palafrugell C. Major, 1-3 - pl. Església, 8                                                             | 41° 55′ 02″ N, 3° 09′ 50″ E / 41.917168°N,3.163825°E | IPA-4233      | Can Rosés (Palafrugell) · Vegeu més fotos d'aquest monument · Carregueu una nova foto d'aquest monument                                      |
| Safareigs públics                                                                              | BCIL 2008       | Obra popular XIX Final                                            | Palafrugell C. Ample, 43                                                                                | 41° 54′ 50″ N, 3° 09′ 46″ E / 41.913796°N,3.162835°E | IPA-36693     | Safareigs públics (Palafrugell) · Vegeu més fotos d'aquest monument · Carregueu una nova foto d'aquest monument                              |
| Casa del Sometent                                                                              | BCIL 2008       | XVI, XVIII                                                        | Palafrugell Pl. de l'Església, 6 - c. de la Verge Maria, 6-8 - c. Giralt i Subirós, 1-5 i 14            | 41° 55′ 03″ N, 3° 09′ 50″ E / 41.917579°N,3.163971°E | IPA-44865     | Carregueu una nova foto d'aquest monument |
| Can Moragues                                                                                   | BCIL 2008       | XVIII-XIX                                                         | Palafrugell Pl. Nova, 16 - c. de Pi i Margall, 1 - c. del Consell, 17                                   | 41° 55′ 01″ N, 3° 09′ 53″ E / 41.916879°N,3.164646°E | IPA-44866     | Can Moragues (Palafrugell) · Vegeu més fotos d'aquest monument · Carregueu una nova foto d'aquest monument                                   |
| Antiga Casa Estrabau                                                                           | BCIL 2008       | Neoclassicisme XIX                                                | Palafrugell C. Cavallers, 33 - c. Major, 11 - c. del Consell, 2                                         | 41° 55′ 00″ N, 3° 09′ 50″ E / 41.916643°N,3.163850°E | IPA-44867     | Antiga Casa Estrabau (Palafrugell) · Vegeu més fotos d'aquest monument · Carregueu una nova foto d'aquest monument                           |
| Can Perxés, Can Prats del Raval                                                                | BCIL 2008       | Obra popular XVI, XVIII                                           | Palafrugell C. dels Valls, 12 - Raval Superior, 1                                                       | 41° 55′ 05″ N, 3° 09′ 51″ E / 41.917930°N,3.164122°E | IPA-44868     | Carregueu una nova foto d'aquest monument |
| Can Pairet i Can Felip                                                                         | BCIL 2008       | XVIII-XIX                                                         | Palafrugell Raval Superior, 2, 4 i 6 - c. dels Valls, 10                                                | 41° 55′ 05″ N, 3° 09′ 51″ E / 41.917954°N,3.164164°E | IPA-44869     | Carregueu una nova foto d'aquest monument |
| Farmàcia J. Sunyer, antiga Farmàcia Matas                                                      | BCIL 2008       | Modernisme XIX-XX                                                 | Palafrugell C. Cavallers, 46 - Raval inferior, 2                                                        | 41° 54′ 59″ N, 3° 09′ 49″ E / 41.916477°N,3.163713°E | IPA-44870     | Farmàcia J. Sunyer (Palafrugell) · Vegeu més fotos d'aquest monument · Carregueu una nova foto d'aquest monument                             |
| Rectoria, antiga Casa Jonama                                                                   | BCIL 2008       | Neoclassicisme XX                                                 | Palafrugell C. de la Caritat, 68                                                                        | 41° 54′ 59″ N, 3° 09′ 45″ E / 41.916300°N,3.162475°E | IPA-44873     | Rectoria (Palafrugell) · Vegeu més fotos d'aquest monument · Carregueu una nova foto d'aquest monument                                       |
| Casa al carrer de la Caritat, 54                                                               | BCIL 2008       | XIX                                                               | Palafrugell C. de la Caritat, 54                                                                        | 41° 55′ 00″ N, 3° 09′ 44″ E / 41.916757°N,3.162345°E | IPA-44874     | Casa al carrer de la Caritat, 54 (Palafrugell) · Vegeu més fotos d'aquest monument · Carregueu una nova foto d'aquest monument               |
| Can Mascort del Cap de Vila                                                                    | BCIL 2008       | XVII, XVIII, XIX                                                  | Palafrugell Raval Inferior, 23-25 - c. de les Botines, 1 - c. de l'Arc, 2-6                             | 41° 54′ 58″ N, 3° 09′ 49″ E / 41.916023°N,3.163506°E | IPA-44875     | Can Mascort del Cap de Vila (Palafrugell) · Vegeu més fotos d'aquest monument · Carregueu una nova foto d'aquest monument                    |
| Cases carrer de la Font, 12-14                                                                 | BCIL 2008       | Obra popular, renaixement XVI, XIX                                | Palafrugell C. de la Font, 12-14                                                                        | 41° 54′ 57″ N, 3° 09′ 47″ E / 41.915866°N,3.163005°E | IPA-44876     | Carregueu una nova foto d'aquest monument |
| Font Vella, fanal                                                                              | BCIL 2008       | Eclecticisme XIX                                                  | Palafrugell C. de la Font - c. Ample                                                                    | 41° 54′ 57″ N, 3° 09′ 46″ E / 41.915757°N,3.162777°E | IPA-44877     | Font Vella (Palafrugell) · Vegeu més fotos d'aquest monument · Carregueu una nova foto d'aquest monument                                     |
| Casa i Fàbrica Esteva Calo i Fàbrica Genís                                                     | BCIL 2008       | Obra popular XIX-XX                                               | Palafrugell C. Progrés, 1-5 - c. Serra i Avellí - c. Botines, 2 - c. Progrés, 7-17 - c. Cervantes, 8-10 | 41° 54′ 56″ N, 3° 09′ 49″ E / 41.915423°N,3.163700°E | IPA-44878     | Casa i Fàbrica Esteva Calo (Palafrugell) · Vegeu més fotos d'aquest monument · Carregueu una nova foto d'aquest monument                     |
| Casa La Previsió Obrera                                                                        | BCIL 2008       | Neoclassicisme XIX                                                | Palafrugell C. de les Botines, 26                                                                       | 41° 54′ 57″ N, 3° 09′ 51″ E / 41.915720°N,3.164278°E | IPA-44879     | Casa La Previsió Obrera (Palafrugell) · Vegeu més fotos d'aquest monument · Carregueu una nova foto d'aquest monument                        |
| Can Medir i altres                                                                             | BCIL 2008       |                                                                   | Palafrugell C. de Santa Margarida, 5, 7 i 13                                                            | 41° 54′ 58″ N, 3° 09′ 53″ E / 41.916104°N,3.164857°E | IPA-44880     | Can Medir (Palafrugell) · Vegeu més fotos d'aquest monument · Carregueu una nova foto d'aquest monument                                      |
| Casa Genís                                                                                     | BCIL 2008       | Neoclassicisme XIX                                                | Palafrugell C. de Cervantes, 1 - c. de les Botines, 32-34                                               | 41° 54′ 56″ N, 3° 09′ 53″ E / 41.915669°N,3.164589°E | IPA-44881     | Casa Genís (Palafrugell) · Vegeu més fotos d'aquest monument · Carregueu una nova foto d'aquest monument                                     |
| Cal Cardenal                                                                                   | BCIL 2008       | Neoclassicisme XIX                                                | Palafrugell C. del Progrés, 22                                                                          | 41° 54′ 54″ N, 3° 09′ 52″ E / 41.915123°N,3.164578°E | IPA-44882     | Cal Cardenal (Palafrugell) · Vegeu més fotos d'aquest monument · Carregueu una nova foto d'aquest monument                                   |
| Can Feliu                                                                                      | BCIL 2008       | XVIII                                                             | Palafrugell C. Ample, 11-13                                                                             | 41° 54′ 55″ N, 3° 09′ 46″ E / 41.915374°N,3.162821°E | IPA-44883     | Carregueu una nova foto d'aquest monument |
| Casa Marcó                                                                                     | BCIL 2008       | Neoclassicisme XIX                                                | Palafrugell C. de la Font, 15                                                                           | 41° 54′ 57″ N, 3° 09′ 44″ E / 41.915714°N,3.162158°E | IPA-44884     | Casa Marcó (Palafrugell) · Vegeu més fotos d'aquest monument · Carregueu una nova foto d'aquest monument                                     |
| Can Sagrera, Cal Pilot                                                                         | BCIL 2008       | Neoclassicisme, obra popular XVII, XIX                            | Palafrugell C. de la Font, 17-19                                                                        | 41° 54′ 57″ N, 3° 09′ 43″ E / 41.915695°N,3.162005°E | IPA-44885     | Can Sagrera (Palafrugell) · Vegeu més fotos d'aquest monument · Carregueu una nova foto d'aquest monument                                    |
| Casa Joanola                                                                                   | BCIL 2008       | Barroc, obra popular XVIII                                        | Palafrugell C. de la Font, 38                                                                           | 41° 54′ 57″ N, 3° 09′ 42″ E / 41.915813°N,3.161694°E | IPA-44886     | Casa Joanola (Palafrugell) · Vegeu més fotos d'aquest monument · Carregueu una nova foto d'aquest monument                                   |
| Fàbrica Gallart                                                                                | BCIL 2008       | XIX                                                               | Palafrugell C. de les Botines, 44 - c. de l'Hortal d'en Pou, 2 - c. de Picasso, 1                       | 41° 54′ 56″ N, 3° 09′ 55″ E / 41.915687°N,3.165374°E | IPA-44887     | Fàbrica Gallart (Palafrugell) · Vegeu més fotos d'aquest monument · Carregueu una nova foto d'aquest monument                                |
| Col·legi Públic Torres Jonama                                                                  | BCIL 2008       | Racionalisme XX                                                   | Palafrugell C. de les Escoles - camí Fondo - c. dels Forns - pg. de Migdia                              | 41° 54′ 49″ N, 3° 10′ 02″ E / 41.913717°N,3.167105°E | IPA-44888     | Col·legi Públic Torres Jonama (Palafrugell) · Vegeu més fotos d'aquest monument · Carregueu una nova foto d'aquest monument                  |
| Can Ferrer                                                                                     | BCIL 2008       | XX                                                                | Palafrugell Camí Fondo, 37-41                                                                           | 41° 54′ 49″ N, 3° 09′ 57″ E / 41.913745°N,3.165705°E | IPA-44889     | Can Ferrer (Palafrugell) · Vegeu més fotos d'aquest monument · Carregueu una nova foto d'aquest monument                                     |
| Cases al carrer Sant Sebastià, 18, 20-24, 26                                                   | BCIL 2008       | XVIII                                                             | Palafrugell C. Sant Sebastià, 18, 20-24, 26                                                             | 41° 55′ 00″ N, 3° 09′ 57″ E / 41.916581°N,3.165916°E | IPA-44890     | Cases al carrer Sant Sebastià, 18, 20-24, 26 (Palafrugell) · Vegeu més fotos d'aquest monument · Carregueu una nova foto d'aquest monument   |
| Casa al carrer Sant Sebastià, 36                                                               | BCIL 2008       | Neoclassicisme XIX                                                | Palafrugell C. Sant Sebastià, 36                                                                        | 41° 55′ 00″ N, 3° 09′ 59″ E / 41.916590°N,3.166468°E | IPA-44893     | Casa al carrer Sant Sebastià, 36 (Palafrugell) · Vegeu més fotos d'aquest monument · Carregueu una nova foto d'aquest monument               |
| Can Casadevall                                                                                 | BCIL 2008       | XIX                                                               | Palafrugell C. Sant Sebastià, 67                                                                        | 41° 55′ 00″ N, 3° 10′ 07″ E / 41.916773°N,3.168596°E | IPA-44895     | Can Casadevall (Palafrugell) · Vegeu més fotos d'aquest monument · Carregueu una nova foto d'aquest monument                                 |
| la Bòbila Vella de Can Màrio                                                                   | BCIL 2008       | XX                                                                | Palafrugell C. de Miquel, Vinke i Meyer, 1-3 - c. de la Garriga, 24-30                                  | 41° 55′ 06″ N, 3° 09′ 59″ E / 41.918387°N,3.166525°E | IPA-44899     | La Bòbila Vella (Palafrugell) · Vegeu més fotos d'aquest monument · Carregueu una nova foto d'aquest monument                                |
| Casa al carrer Pi i Margall, 46                                                                | BCIL 2008       | XIX-XX                                                            | Palafrugell C. Pi i Margall, 46                                                                         | 41° 55′ 08″ N, 3° 09′ 54″ E / 41.919018°N,3.164873°E | IPA-44900     | Carregueu una nova foto d'aquest monument |
| Pou del Pedró Gran                                                                             | BCIL 2008       | XVIII                                                             | Palafrugell C. del Pedró Gran, 58                                                                       | 41° 55′ 15″ N, 3° 09′ 48″ E / 41.920799°N,3.163435°E | IPA-44901     | Carregueu una nova foto d'aquest monument |
| Asil d'Ancians, Llar de Nostra Senyora de Montserrat                                           | BCIL 2008       | Neoclassicisme, eclecticisme XIX, XX                              | Palafrugell C. del Pedró Petit, 5-15 - c. de Pere Guilló, 12-20                                         | 41° 55′ 10″ N, 3° 09′ 48″ E / 41.919356°N,3.163316°E | IPA-44902     | Carregueu una nova foto d'aquest monument |
| Pou d'en Bonet                                                                                 | BCIL 2008       | XVIII                                                             | Palafrugell C. de Begur, 1                                                                              | 41° 55′ 07″ N, 3° 09′ 51″ E / 41.918558°N,3.164302°E | IPA-44903     | Carregueu una nova foto d'aquest monument |
| Casa al carrer Nou, 7-9                                                                        | BCIL 2008       | Neoclassicisme XIX                                                | Palafrugell C. Nou, 7-9                                                                                 | 41° 55′ 02″ N, 3° 09′ 42″ E / 41.917180°N,3.161778°E | IPA-44905     | Carregueu una nova foto d'aquest monument |
| Can Pla                                                                                        | BCIL 2008       | Neoclassicisme XIX                                                | Palafrugell C. de Torres Jonama, 56                                                                     | 41° 55′ 06″ N, 3° 09′ 38″ E / 41.91825°N,3.16061°E   | IPA-44906     | Can Pla (Palafrugell) · Vegeu més fotos d'aquest monument · Carregueu una nova foto d'aquest monument                                        |
| Can Cama                                                                                       | BCIL 2008       | Neoclassicisme, eclecticisme XIX                                  | Palafrugell                                                                                             | 41° 55′ 05″ N, 3° 09′ 37″ E / 41.91808°N,3.16028°E   | IPA-44907     | Can Cama (Palafrugell) · Vegeu més fotos d'aquest monument · Carregueu una nova foto d'aquest monument                                       |
| Can Rocas                                                                                      | BCIL 2008       | Neoclassicisme XIX                                                | Palafrugell C. de Torres Jonama, 61 - c. Anselm Clavé, 59-63                                            | 41° 55′ 05″ N, 3° 09′ 36″ E / 41.91807°N,3.16008°E   | IPA-44908     | Can Rocas (Palafrugell) · Vegeu més fotos d'aquest monument · Carregueu una nova foto d'aquest monument                                      |
| Casa Bech, Cal Noi Lan                                                                         | BCIL 2008       | Noucentisme XX                                                    | Palafrugell C. de Torres Jonama, 80-84 - c. de Girona, 46-50                                            | 41° 55′ 06″ N, 3° 09′ 35″ E / 41.91821°N,3.15966°E   | IPA-44909     | Casa Bech (Palafrugell) · Vegeu més fotos d'aquest monument · Carregueu una nova foto d'aquest monument                                      |
| Casa Dalmau, Casa Massoni                                                                      | BCIL 2008       | Noucentisme XX                                                    | Palafrugell C. Torres Jonama, 86 - c. Girona, 49-51                                                     | 41° 55′ 06″ N, 3° 09′ 34″ E / 41.91822°N,3.15937°E   | IPA-44910     | Casa Dalmau (Palafrugell) · Vegeu més fotos d'aquest monument · Carregueu una nova foto d'aquest monument                                    |
| Cases al carrer Torres Jonama, 93 i 95                                                         | BCIL 2008       | Eclecticisme, modernisme XX                                       | Palafrugell C. Torres Jonama, 93-95                                                                     | 41° 55′ 05″ N, 3° 09′ 29″ E / 41.91796°N,3.15814°E   | IPA-44911     | Cases al carrer Torres Jonama, 93 i 95 (Palafrugell) · Vegeu més fotos d'aquest monument · Carregueu una nova foto d'aquest monument         |
| Fàbrica Vigas                                                                                  | BCIL 2008       | XIX                                                               | Palafrugell C. Girona, 28-36 - c. d'Anselm Clavé, 49-53 - c. Nou, 46-50                                 | 41° 55′ 03″ N, 3° 09′ 35″ E / 41.91746°N,3.15972°E   | IPA-44913     | Carregueu una nova foto d'aquest monument |
| Restes d'una masia                                                                             | BCIL 2008       | XVI-XVII                                                          | Palafrugell C. de les Cases Noves, 44                                                                   | 41° 55′ 09″ N, 3° 09′ 39″ E / 41.91911°N,3.16072°E   | IPA-44914     | Carregueu una nova foto d'aquest monument |
| Can Fina                                                                                       | BCIL 2008       | XVII-XVIII                                                        | Palafrugell C. de Fitor, 1-7 - c. d'Anselm Clavé, 7-15                                                  | 41° 54′ 55″ N, 3° 09′ 36″ E / 41.91537°N,3.16010°E   | IPA-44915     | Can Fina (Palafrugell) · Vegeu més fotos d'aquest monument · Carregueu una nova foto d'aquest monument                                       |
| Can Corredor                                                                                   | BCIL 2008       | XVIII                                                             | Palafrugell C. del Vilar, 65-69                                                                         | 41° 54′ 57″ N, 3° 09′ 33″ E / 41.91579°N,3.15911°E   | IPA-44916     | Can Corredor (Palafrugell) · Vegeu més fotos d'aquest monument · Carregueu una nova foto d'aquest monument                                   |
| Horta d'en Caixa i aqüeducte                                                                   | BCIL 2008       | XIX                                                               | Palafrugell C. del Daró, 46-72, Cruells                                                                 | 41° 54′ 39″ N, 3° 09′ 42″ E / 41.91073°N,3.16167°E   | IPA-44917     | Carregueu una nova foto d'aquest monument |
| Mas Oliver                                                                                     | BCIL 2008       | XVII                                                              | Palafrugell Av. Espanya, 148-170 - c. de la Creu Roquinyola, 38-44. Cruells                             | 41° 54′ 41″ N, 3° 09′ 34″ E / 41.91134°N,3.159322°E  | IPA-44918     | Carregueu una nova foto d'aquest monument |
| Molí de Roda i tanca                                                                           | BCIL 2008       | XIX-XX                                                            | Palafrugell C. de l'Empordà, 16                                                                         | 41° 54′ 52″ N, 3° 10′ 00″ E / 41.914429°N,3.166556°E | IPA-44919     | Molí de Roda (Palafrugell) · Vegeu més fotos d'aquest monument · Carregueu una nova foto d'aquest monument                                   |
| Can Carles, Horta d'en Carles                                                                  | BCIL 2008       |                                                                   | Palafrugell C. de la Cerdanya, 8- 12                                                                    | 41° 54′ 51″ N, 3° 10′ 03″ E / 41.9142°N,3.16738°E    | IPA-44920     | Can Carles (Palafrugell) · Vegeu més fotos d'aquest monument · Carregueu una nova foto d'aquest monument                                     |
| Cementiri municipal de Palafrugell                                                             | BCIL 2008       | Eclecticisme XIX                                                  | Palafrugell Camí del Cementiri                                                                          | 41° 55′ 07″ N, 3° 08′ 52″ E / 41.918711°N,3.147902°E | IPA-44925     | Cementiri Municipal (Palafrugell) · Vegeu més fotos d'aquest monument · Carregueu una nova foto d'aquest monument                            |
| Mas Buvi i casal del segle XX                                                                  | BCIL 2008       | XVIII-XIX                                                         | Palafrugell C. del Bruguerol - ctra. de Tamariu. El Bruguerol                                           | 41° 54′ 52″ N, 3° 10′ 47″ E / 41.91453°N,3.17959°E   | IPA-44927     | Carregueu una nova foto d'aquest monument |
| Can Pol, Casa Gallart del Bruguerol                                                            | BCIL 2008       | Neoclassicisme XIX                                                | Palafrugell C. del Bruguerol - ctra. de Tamariu. El Bruguerol                                           | 41° 54′ 48″ N, 3° 10′ 41″ E / 41.91335°N,3.17794°E   | IPA-44928     | Carregueu una nova foto d'aquest monument |
| Hortes i molins de Sorrell i la Feneia                                                         | BCIL 2008       | Obra popular XIX                                                  | Palafrugell La Vila - Sorrell - els Forns - Santa Margarida - la Feneia                                 |                                                      | IPA-44929     | Carregueu una nova foto d'aquest monument |
| Santa Margarida de Vilarnau, Sant Ponç                                                         | BCIL 2008       | Preromànic, romànic, barroc IX-X, XVIII                           | Palafrugell Vilarnau                                                                                    | 41° 54′ 26″ N, 3° 10′ 18″ E / 41.90724°N,3.17166°E   | IPA-44931     | Carregueu una nova foto d'aquest monument |
| Can Roig, Can Carlos                                                                           | BCIL 2008       | XVIII-XIX                                                         | Palafrugell Santa Margarida - Alzinelles                                                                | 41° 54′ 25″ N, 3° 10′ 16″ E / 41.90706°N,3.17116°E   | IPA-44937     | Carregueu una nova foto d'aquest monument |
| Mas Xinxer                                                                                     | BCIL 2008       | XVIII                                                             | Palafrugell Santa Margarida Alzinelles                                                                  | 41° 54′ 01″ N, 3° 10′ 39″ E / 41.90030°N,3.17763°E   | IPA-44938     | Carregueu una nova foto d'aquest monument |
| Font d'en Mascort i Font d'en Plaja                                                            | BCIL 2008       |                                                                   | Palafrugell Els Torrents                                                                                | 41° 54′ 30″ N, 3° 11′ 31″ E / 41.908352°N,3.191867°E | IPA-44939     | Font d'en Mascort i Font d'en Plaja (Palafrugell) · Vegeu més fotos d'aquest monument · Carregueu una nova foto d'aquest monument            |
| Pou dels Veïns                                                                                 | BCIL 2008       |                                                                   | Palafrugell Tamariu - Ros                                                                               |                                                      | IPA-44941     | Carregueu una nova foto d'aquest monument |
| Banys d'en Caixa, Casa Verdaguer                                                               | BCIL 2008       | XIX-XX                                                            | Palafrugell C. dels Canyers, 1 - entre port Pelegrí i platja dels Canyers o Sant Roc. Calella           | 41° 53′ 12″ N, 3° 10′ 56″ E / 41.88674°N,3.18228°E   | IPA-44942     | Banys d'en Caixa (Palafrugell) · Vegeu més fotos d'aquest monument · Carregueu una nova foto d'aquest monument                               |
| Sa Perola                                                                                      | BCIL 2008       | XIX                                                               | Palafrugell C. de les Voltes, 6. Calella                                                                | 41° 53′ 19″ N, 3° 11′ 05″ E / 41.88868°N,3.18470°E   | IPA-44943     | Sa Perola (Palafrugell) · Vegeu més fotos d'aquest monument · Carregueu una nova foto d'aquest monument                                      |
| Casa al carrer Bofill i Codina, 1                                                              | BCIL 2008       | Neoclassicisme XIX                                                | Palafrugell C. de Bofill i Codina, 1 - c. de les Voltes, 3. Calella                                     | 41° 53′ 19″ N, 3° 11′ 06″ E / 41.88869°N,3.18498°E   | IPA-44944     | Carregueu una nova foto d'aquest monument |
| Can Cosme, Casa Rocamora                                                                       | BCIL 2008       | XIX-XX                                                            | Palafrugell C. Francesc Estrabau, 1 - Port d'en Calau. Calella                                          | 41° 53′ 18″ N, 3° 11′ 02″ E / 41.88820°N,3.18380°E   | IPA-44945     | Can Cosme (Palafrugell) · Vegeu més fotos d'aquest monument · Carregueu una nova foto d'aquest monument                                      |
| Cementiri de Calella de Palafrugell                                                            | BCIL 2008       | Eclecticisme XIX                                                  | Palafrugell C. de Hierro. Calella                                                                       | 41° 53′ 40″ N, 3° 10′ 54″ E / 41.89442°N,3.18175°E   | IPA-44949     | Carregueu una nova foto d'aquest monument |
| La Marineda                                                                                    | BCIL 2008       | Eclecticisme XX                                                   | Palafrugell C. Punta d'en Blanc, 23. Calella                                                            | 41° 53′ 26″ N, 3° 11′ 31″ E / 41.89065°N,3.19183°E   | IPA-44950     | Carregueu una nova foto d'aquest monument |
| Oratori de Sant Baldiri                                                                        | BCIL 2008       | XIX                                                               | Palafrugell Llafranc - Sant Sebastià de la Guarda                                                       | 41° 53′ 51″ N, 3° 12′ 10″ E / 41.89755°N,3.20274°E   | IPA-44955     | Carregueu una nova foto d'aquest monument |
| Oratori de la Divina Pastora                                                                   | BCIL 2008       | XVIII-XIX                                                         | Palafrugell Llafranc - Sant Sebastià de la Guarda                                                       | 41° 53′ 49″ N, 3° 12′ 11″ E / 41.89704°N,3.20309°E   | IPA-44957     | Carregueu una nova foto d'aquest monument |
| Barraca els Lliris                                                                             | BCIL 2008       | XIX                                                               | Palafrugell Plaja dels Lliris. Tamariu                                                                  | 41° 55′ 02″ N, 3° 12′ 24″ E / 41.91717°N,3.20674°E   | IPA-44958     | Carregueu una nova foto d'aquest monument |
| Casa Medir                                                                                     | BCIL 2008       | XX                                                                | Palafrugell Pg. del Mar, 31. Tamariu                                                                    | 41° 55′ 05″ N, 3° 12′ 33″ E / 41.91797°N,3.20907°E   | IPA-44959     | Carregueu una nova foto d'aquest monument |
| La Musclera                                                                                    | BCIL 2008       | XX                                                                | Palafrugell C. de la Perica, 133-137 - ctra. de Tamariu. Tamariu                                        | 41° 54′ 36″ N, 3° 12′ 26″ E / 41.90996°N,3.20718°E   | IPA-44960     | Carregueu una nova foto d'aquest monument |
| La Perica                                                                                      | BCIL 2008       | XX                                                                | Palafrugell C. de la Perica, 87-103 - ctra. de Tamariu. Tamariu                                         | 41° 54′ 53″ N, 3° 12′ 27″ E / 41.91477°N,3.20762°E   | IPA-44961     | Carregueu una nova foto d'aquest monument |
| Cal Sabater                                                                                    | BCIL 2008       | XIX                                                               | Palafrugell C. dels Segadors, 7 - c. Irene Rocas, 18-20 - c. del Ter, 7. Llofriu                        | 41° 55′ 49″ N, 3° 07′ 55″ E / 41.93028°N,3.13202°E   | IPA-44962     | Cal Sabater (Palafrugell) · Vegeu més fotos d'aquest monument · Carregueu una nova foto d'aquest monument                                    |
| Can Sabrià                                                                                     | BCIL 2008       | Barroc XVIII-XIX                                                  | Palafrugell C. Irene Rocas, 15. Llofriu                                                                 | 41° 55′ 49″ N, 3° 07′ 56″ E / 41.93020°N,3.13222°E   | IPA-44963     | Can Sabrià (Palafrugell) · Vegeu més fotos d'aquest monument · Carregueu una nova foto d'aquest monument                                     |
| Can Bassa                                                                                      | BCIL 2008       | XIX                                                               | Palafrugell El Ramal, 71-73 - c. Irene Rocas, 1. Llofriu                                                | 41° 55′ 51″ N, 3° 07′ 58″ E / 41.93074°N,3.13268°E   | IPA-44965     | Can Bassa (Palafrugell) · Vegeu més fotos d'aquest monument · Carregueu una nova foto d'aquest monument                                      |
| Veïnat de Roma: Mas la Roma, Ca la Natàlia, Mas Pi, Mas Climent                                | BCIL 2008       | XVII-XIX                                                          | Palafrugell Paratge de Roma. Llofriu                                                                    | 41° 55′ 44″ N, 3° 07′ 52″ E / 41.92879°N,3.13119°E   | IPA-44966     | Veïnat de Roma (Palafrugell) · Vegeu més fotos d'aquest monument · Carregueu una nova foto d'aquest monument                                 |
| Molí, resclosa, pont i font d'en Busqueta                                                      | BCIL 2008       | Obra popular XVI-XVIII                                            | Palafrugell Llofriu - la Fanga                                                                          | 41° 55′ 51″ N, 3° 08′ 18″ E / 41.93084°N,3.13831°E   | IPA-44968     | Carregueu una nova foto d'aquest monument |
| Can Verdera, Molí i resclosa d'en Verdera                                                      | BCIL 2008       | Obra popular XVIII                                                | Palafrugell Llofriu                                                                                     | 41° 56′ 01″ N, 3° 08′ 42″ E / 41.933716°N,3.144880°E | IPA-44970     | Carregueu una nova foto d'aquest monument |
| Cementiri de Llofriu                                                                           | BCIL 2008       | Neoclassicisme XIX                                                | Palafrugell Llofriu                                                                                     | 41° 56′ 02″ N, 3° 08′ 29″ E / 41.93398°N,3.14140°E   | IPA-44973     | Carregueu una nova foto d'aquest monument |
| Mas Riera                                                                                      | BCIL 2008       | Obra popular XVIII                                                | Palafrugell Sobirà. Llofriu                                                                             | 41° 55′ 39″ N, 3° 08′ 18″ E / 41.92760°N,3.13826°E   | IPA-44974     | Carregueu una nova foto d'aquest monument |
| Mas Prats                                                                                      | BCIL 2008       | Obra popular XVI, XIX                                             | Palafrugell                                                                                             | 41° 55′ 31″ N, 3° 08′ 24″ E / 41.925375°N,3.140061°E | IPA-44975     | Carregueu una nova foto d'aquest monument |
| Mas Jofre, Mas Llausàs i porxo                                                                 | BCIL 2008       | Obra popular XVIII                                                | Palafrugell Sobirà. Llofriu                                                                             | 41° 55′ 24″ N, 3° 08′ 06″ E / 41.92331°N,3.13500°E   | IPA-44976     | Carregueu una nova foto d'aquest monument |
| Mas Barris, Mas d'en Trill                                                                     | BCIL 2008       | Obra popular XIX                                                  | Palafrugell Sobirà. Llofriu                                                                             | 41° 55′ 21″ N, 3° 08′ 06″ E / 41.92237°N,3.13498°E   | IPA-44977     | Carregueu una nova foto d'aquest monument |
| Molí del Mas Barris, Mas d'en Trill                                                            | BCIL 2008       | Obra popular XVIII                                                | Palafrugell Sobirà. Llofriu                                                                             | 41° 55′ 18″ N, 3° 08′ 08″ E / 41.921735°N,3.135530°E | IPA-44978     | Carregueu una nova foto d'aquest monument |
| La Barandilla                                                                                  | BCIL 2008       | Obra popular XX                                                   | Palafrugell C. Francesc Estrabau, 12-20. Calella                                                        | 41° 53′ 17″ N, 3° 10′ 59″ E / 41.88815°N,3.18314°E   | IPA-44980     | Carregueu una nova foto d'aquest monument |
| L'Energia                                                                                      | BCIL 2008       | Eclecticisme, modernisme Pere Domènech Roura XX                   | Palafrugell C. Pi i Margall, 110-126 - c. Manofactures del Suro, 51-67 - c. Garriga, 91-109             | 41° 55′ 19″ N, 3° 09′ 56″ E / 41.92190°N,3.16552°E   | IPA-44981     | Carregueu una nova foto d'aquest monument |
| Llinda de la casa al carrer Torres Jonama, 25                                                  | BCIL 2008       |                                                                   | Palafrugell C. Torres Jonama, 25                                                                        | 41° 55′ 06″ N, 3° 09′ 45″ E / 41.918239°N,3.162399°E | IPA-44982     | Carregueu una nova foto d'aquest monument |
| Aparador de la casa al carrer Pi i Margall, 9                                                  | BCIL 2008       | Modernisme XX                                                     | Palafrugell C. de Pi i Margall, 9                                                                       | 41° 55′ 01″ N, 3° 09′ 53″ E / 41.917051°N,3.164718°E | IPA-44983     | Aparador de la casa al carrer Pi i Margall, 9 (Palafrugell) · Vegeu més fotos d'aquest monument · Carregueu una nova foto d'aquest monument  |
| Casa al carrer de Pals, 38-50                                                                  | BCIL 2008       | Obra popular                                                      | Palafrugell C. de Pals, 38-50                                                                           | 41° 55′ 12″ N, 3° 09′ 45″ E / 41.919870°N,3.162423°E | IPA-44984     | Carregueu una nova foto d'aquest monument |
| Can Sagrera                                                                                    | BCIL 2008       | XX                                                                | Palafrugell C. de Marçal de la Trinxeria, 36-46 - c. de Torroella, 52-64                                | 41° 55′ 07″ N, 3° 09′ 28″ E / 41.91874°N,3.15770°E   | IPA-44985     | Carregueu una nova foto d'aquest monument |
| Bullidors de suro de Can Ferrer                                                                | BCIL 2008       | XIX-XX                                                            | Palafrugell Camí Fondo, 37-41                                                                           | 41° 54′ 49″ N, 3° 09′ 59″ E / 41.91353°N,3.16625°E   | IPA-44986     | Bullidors (Palafrugell) · Vegeu més fotos d'aquest monument · Carregueu una nova foto d'aquest monument                                      |
| Fàbrica al carrer Sant Sebastià, 9                                                             | BCIL 2008       | Obra popular XIX                                                  | Palafrugell C. Sant Sebastià, 9                                                                         | 41° 55′ 00″ N, 3° 09′ 55″ E / 41.91665°N,3.16540°E   | IPA-44987     | Fàbrica al carrer de Sant Sebastià, 9 (Palafrugell) · Vegeu més fotos d'aquest monument · Carregueu una nova foto d'aquest monument          |
| Fàbrica al carrer del Vilar, 80                                                                | BCIL 2008       | Obra popular XIX-XX                                               | Palafrugell C. del Vilar, 80 - c. de Girona, 1-7                                                        | 41° 54′ 58″ N, 3° 09′ 33″ E / 41.916130°N,3.159146°E | IPA-44988     | Fàbrica al carrer del Vilar, 80 (Palafrugell) · Vegeu més fotos d'aquest monument · Carregueu una nova foto d'aquest monument                |
| Guarda bots al carrer Francesc Estrabau, 2-6                                                   | BCIL 2008       | Obra popular XIX                                                  | Palafrugell C. Francesc Estrabau, 2-6                                                                   | 41° 53′ 18″ N, 3° 11′ 00″ E / 41.888257°N,3.183359°E | IPA-44989     | Carregueu una nova foto d'aquest monument |
| Guarda bots al carrer Francesc Estrabau, 3                                                     | BCIL 2008       | Obra popular XIX                                                  | Palafrugell C. Francesc Estrabau, 3                                                                     | 41° 53′ 17″ N, 3° 11′ 01″ E / 41.888111°N,3.183697°E | IPA-44990     | Carregueu una nova foto d'aquest monument |
| Guarda bots al carrer Francesc Estrabau, 5-35                                                  | BCIL 2008       | Obra popular XIX                                                  | Palafrugell C. Francesc Estrabau, 5-35                                                                  | 41° 53′ 15″ N, 3° 10′ 57″ E / 41.887510°N,3.182369°E | IPA-44991     | Carregueu una nova foto d'aquest monument |
| Guarda bots al passeig de Canadell, 2-36                                                       | BCIL 2008       | Obra popular XIX                                                  | Palafrugell Pg. Canadell, 2-36                                                                          | 41° 53′ 19″ N, 3° 11′ 14″ E / 41.888732°N,3.187156°E | IPA-44992     | Guarda bots al passeig de Canadell, 2-36 (Palafrugell) · Carregueu una nova foto d'aquest monument                                           |
| Guarda bots al carrer Villaamil, 9-13                                                          | BCIL 2008       | Obra popular XIX                                                  | Palafrugell C. Villaamil, 9-13                                                                          | 41° 53′ 18″ N, 3° 11′ 12″ E / 41.888372°N,3.186608°E | IPA-44993     | Carregueu una nova foto d'aquest monument |
| Guarda bots al carrer Primitiu Gurí, 4-6                                                       | BCIL 2008       | Obra popular XIX                                                  | Palafrugell C. Primitiu Gurí, 4-6                                                                       | 41° 53′ 17″ N, 3° 11′ 11″ E / 41.888059°N,3.186480°E | IPA-44994     | Carregueu una nova foto d'aquest monument |
| Casa al carrer de Chopitea, 10                                                                 | BCIL 2008       | Obra popular XX                                                   | Palafrugell C. Chopitea, 10                                                                             | 41° 53′ 22″ N, 3° 11′ 04″ E / 41.88945°N,3.18451°E   | IPA-44995     | Carregueu una nova foto d'aquest monument |
| Casa al passeig del Canadell, 1                                                                | BCIL 2008       | Modernisme, obra popular XIX-XX                                   | Palafrugell Pg. del Canadell, 1 - c. de Vilaamil, 4 - c. de Pirroig, 28                                 | 41° 53′ 19″ N, 3° 11′ 12″ E / 41.88874°N,3.18666°E   | IPA-44996     | Casa al passeig del Canadell, 1 (Palafrugell) · Vegeu més fotos d'aquest monument · Carregueu una nova foto d'aquest monument                |
| Salí de Calella                                                                                | BCIL 2008       | Obra popular                                                      | Palafrugell C. de Pirroig, 6 - c. de Gravina, 7 - ptge. de Pepet Gilet, 2-4                             | 41° 53′ 20″ N, 3° 11′ 07″ E / 41.888965°N,3.185330°E | IPA-44997     | Carregueu una nova foto d'aquest monument |
| Salí de Tamariu                                                                                | BCIL 2008       | Obra popular XIX                                                  | Palafrugell C. Joaquim Mir, 4-12                                                                        | 41° 55′ 04″ N, 3° 12′ 25″ E / 41.917695°N,3.206961°E | IPA-44998     | Carregueu una nova foto d'aquest monument |
| Can Catalanet, Casa Regàs, Belvedere Georgina                                                  | BCIL 2008       | Obra popular XX                                                   | Palafrugell Llofriu - Sobirà                                                                            | 41° 55′ 24″ N, 3° 08′ 17″ E / 41.923349°N,3.138162°E | IPA-44999     | Carregueu una nova foto d'aquest monument |
| Casa Petin, Casa Camps                                                                         | BCIL 2008       | Moviment modern XX                                                | Palafrugell C. de les Illes Formigues, 1                                                                | 41° 53′ 02″ N, 3° 10′ 46″ E / 41.883771°N,3.179570°E | IPA-45000     | Carregueu una nova foto d'aquest monument |
| Apartaments Goig                                                                               | BCIL 2008       | Moviment modern XX                                                | Palafrugell Av. Baldomer Gili i Roig, 53                                                                | 41° 53′ 03″ N, 3° 10′ 49″ E / 41.884261°N,3.180237°E | IPA-45001     | Carregueu una nova foto d'aquest monument |
| Casa Andress                                                                                   | BCIL 2008       | Moviment modern                                                   | Palafrugell C. del Cap de Planes, 10                                                                    | 41° 52′ 49″ N, 3° 10′ 44″ E / 41.880202°N,3.178875°E | IPA-45002     | Carregueu una nova foto d'aquest monument |
| Casa Barti                                                                                     | BCIL 2008       | Moviment modern XX                                                | Palafrugell C. de la Tardor, 2-4 - c. de Lanzarote, 26-28                                               | 41° 53′ 33″ N, 3° 10′ 45″ E / 41.892508°N,3.179263°E | IPA-45003     | Carregueu una nova foto d'aquest monument |
| Casa Piriú                                                                                     | BCIL 2008       | XX                                                                | Palafrugell C. de la Brisa, 2-4. Llafranc                                                               | 41° 53′ 34″ N, 3° 11′ 56″ E / 41.89273°N,3.19888°E   | IPA-45004     | Carregueu una nova foto d'aquest monument |
| Casa Auvignone                                                                                 | BCIL 2008       | Moviment modern XX                                                | Palafrugell C. dels Forcats, 1-11                                                                       | 41° 53′ 06″ N, 3° 10′ 53″ E / 41.885039°N,3.181265°E | IPA-45005     | Carregueu una nova foto d'aquest monument |
| Casa Guerin                                                                                    | BCIL 2008       | Moviment modern XX                                                | Palafrugell C. de Miramar, 31 - c. del Noi Menut, 2-4 - c. de Bofill i Codina, 32. Calella              | 41° 53′ 18″ N, 3° 11′ 10″ E / 41.888294°N,3.186242°E | IPA-45006     | Carregueu una nova foto d'aquest monument |
| Hotel Alga                                                                                     | BCIL 2008       | Moviment modern XX                                                | Palafrugell Av. Joan Pericot i Garcia, 51-55. Calella                                                   | 41° 53′ 29″ N, 3° 11′ 04″ E / 41.89143°N,3.18434°E   | IPA-45009     | Carregueu una nova foto d'aquest monument |
| Casa Plaja                                                                                     | BCIL 2008       | Noucentisme XX                                                    | Palafrugell C. Francesc de Blanes, 12. Llafranc                                                         | 41° 53′ 38″ N, 3° 11′ 36″ E / 41.893758°N,3.193274°E | IPA-45010     | Carregueu una nova foto d'aquest monument |
| Masia al carrer Girona, 95-101                                                                 | BCIL 2008       | Obra popular                                                      | Palafrugell C. Girona, 95-101. La Vila                                                                  | 41° 55′ 13″ N, 3° 09′ 33″ E / 41.920411°N,3.159305°E | IPA-45012     | Carregueu una nova foto d'aquest monument |
| Mas Rostei                                                                                     | BCIL 2008       | Obra popular                                                      | Palafrugell C. del Terme, 79                                                                            | 41° 55′ 23″ N, 3° 10′ 09″ E / 41.923012°N,3.169212°E | IPA-45013     | Carregueu una nova foto d'aquest monument |
| Casa al carrer Garriga, 8                                                                      | BCIL 2008       | Modernisme XX                                                     | Palafrugell C. Garriga, 8                                                                               | 41° 55′ 04″ N, 3° 09′ 59″ E / 41.917718°N,3.166461°E | IPA-45014     | Casa al carrer Garriga, 8 (Palafrugell) · Vegeu més fotos d'aquest monument · Carregueu una nova foto d'aquest monument                      |
| Masia al carrer Núria, 1                                                                       | BCIL 2008       | Obra popular                                                      | Palafrugell C. Núria, 1. Vila-seca                                                                      | 41° 55′ 02″ N, 3° 10′ 29″ E / 41.917227°N,3.174681°E | IPA-45015     | Carregueu una nova foto d'aquest monument |
| Can Pont                                                                                       | BCIL 2008       | Obra popular                                                      | Palafrugell Llofriu - el Molló                                                                          | 41° 56′ 22″ N, 3° 08′ 05″ E / 41.939386°N,3.13462°E  | IPA-45016     | Can Pont (Palafrugell) · Vegeu més fotos d'aquest monument · Carregueu una nova foto d'aquest monument                                       |
| Can Paulí                                                                                      | BCIL 2008       | Obra popular                                                      | Palafrugell Llofriu - el Molló                                                                          | 41° 56′ 22″ N, 3° 08′ 01″ E / 41.939393°N,3.133715°E | IPA-45017     | Can Paulí (Palafrugell) · Vegeu més fotos d'aquest monument · Carregueu una nova foto d'aquest monument                                      |
| Ca les Estanyoles                                                                              | BCIL 2008       | Obra popular                                                      | Palafrugell Llofriu - l'Eixart                                                                          | 41° 56′ 01″ N, 3° 08′ 19″ E / 41.933586°N,3.138621°E | IPA-45019     | Ca les Estanyoles (Palafrugell) · Vegeu més fotos d'aquest monument · Carregueu una nova foto d'aquest monument                              |
| Mas d'en Banyeta                                                                               | BCIL 2008       | Obra popular                                                      | Palafrugell Llofriu - la Viola                                                                          | 41° 55′ 48″ N, 3° 09′ 18″ E / 41.929906°N,3.154941°E | IPA-45020     | Carregueu una nova foto d'aquest monument |
| Mas de les Heures, Can Coma                                                                    | BCIL 2008       | Obra popular                                                      | Palafrugell Llofriu - la Viola                                                                          | 41° 55′ 52″ N, 3° 09′ 15″ E / 41.93121°N,3.15414°E   | IPA-45021     | Carregueu una nova foto d'aquest monument |
| Mas Sabrià                                                                                     | BCIL 2008       | Obra popular                                                      | Palafrugell Llofriu - la Viola                                                                          |                                                      | IPA-45022     | Carregueu una nova foto d'aquest monument |
| Mas de la Fanga                                                                                | BCIL 2008       | Obra popular XVIII-XIX                                            | Palafrugell Llofriu - la Fanga                                                                          | 41° 55′ 42″ N, 3° 08′ 53″ E / 41.928238°N,3.148019°E | IPA-45023     | Carregueu una nova foto d'aquest monument |
| Ca l'Estela                                                                                    | BCIL 2008       | Obra popular                                                      | Palafrugell Llofriu                                                                                     | 41° 55′ 55″ N, 3° 07′ 40″ E / 41.932042°N,3.127871°E | IPA-45025     | Carregueu una nova foto d'aquest monument |
| Can Gai, Can Garriga                                                                           | BCIL 2008       | Obra popular                                                      | Palafrugell Llofriu                                                                                     | 41° 55′ 50″ N, 3° 07′ 37″ E / 41.930607°N,3.126837°E | IPA-45026     | Carregueu una nova foto d'aquest monument |
| Can Sena                                                                                       | BCIL 2008       | Obra popular XV-XVI                                               | Palafrugell Llofriu - s'Oliua                                                                           | 41° 55′ 21″ N, 3° 07′ 09″ E / 41.922612°N,3.119296°E | IPA-45028     | Carregueu una nova foto d'aquest monument |
| Can Renabres                                                                                   | BCIL 2008       |                                                                   | Palafrugell                                                                                             | 41° 53′ 27″ N, 3° 10′ 05″ E / 41.89085°N,3.16804°E   | IPA-45029     | Carregueu una nova foto d'aquest monument |
| Mas Gras                                                                                       | BCIL 2008       | Obra popular                                                      | Palafrugell Ermedàs                                                                                     | 41° 53′ 34″ N, 3° 09′ 45″ E / 41.89272°N,3.16251°E   | IPA-45030     | Carregueu una nova foto d'aquest monument |
| Mas Vermell                                                                                    | BCIL 2008       | Obra popular                                                      | Palafrugell Llafranc                                                                                    |                                                      | IPA-45033     | Carregueu una nova foto d'aquest monument |
| Mas d'en Massoni                                                                               | BCIL 2008       | Obra popular                                                      | Palafrugell Calella                                                                                     | 41° 53′ 22″ N, 3° 10′ 29″ E / 41.88932°N,3.17481°E   | IPA-45034     | Carregueu una nova foto d'aquest monument |
| Can Marxant, Can Mulà                                                                          | BCIL 2008       | Obra popular                                                      | Palafrugell Llofriu - Sobirà                                                                            | 41° 55′ 42″ N, 3° 08′ 09″ E / 41.928462°N,3.135758°E | IPA-45035     | Carregueu una nova foto d'aquest monument |
| Can Monastrell, Can Balluc                                                                     | BCIL 2008       | Obra popular                                                      | Palafrugell Camí Vell de Tamariu. Ermedàs                                                               |                                                      | IPA-45036     | Carregueu una nova foto d'aquest monument |
| Dues barraques de Cala Pedrosa                                                                 | BCIL 2008       |                                                                   | Palafrugell Cala Pedrosa                                                                                | 41° 54′ 29″ N, 3° 12′ 23″ E / 41.90800°N,3.20631°E   | IPA-45045     | Carregueu una nova foto d'aquest monument |
| Barraca de Cala del Cau                                                                        | BCIL 2008       | Obra popular                                                      | Palafrugell Cala del Cau o de Gents. Tamariu                                                            | 41° 54′ 03″ N, 3° 12′ 21″ E / 41.900722°N,3.205825°E | IPA-45046     | Carregueu una nova foto d'aquest monument |
| Tres barraques d'Aigua Xelida                                                                  | BCIL 2008       | Obra popular                                                      | Palafrugell Tamariu - Aigua Xelida                                                                      |                                                      | IPA-45047     | Carregueu una nova foto d'aquest monument |
| Fortificacions de la guerra civil                                                              | BCIL 2008       | XX                                                                | Palafrugell Llafranc                                                                                    |                                                      | IPA-45051     | Carregueu una nova foto d'aquest monument |